# Mia (voornaam)
Mia is een meisjesnaam. Het is een koosnaam voor Maria, Amelia, Emilia en Amalia.
Deze naam komt in Denemarken veel voor.

## Bekende naamdragers
| - Mia Audina; een in Indonesië geboren badmintonspeelster - Mia De Vits; een Vlaamse politica en vakbondsleidster - Mia Doornaert; een Vlaamse journaliste - Mia Farrow; een Amerikaanse actrice - Mia Gommers; een Nederlandse atlete - Mia Hamm; een Amerikaanse voetbalspeler |  | - Mia Kirshner; een Canadese actrice - Mía Maestro; een Argentijnse actrice - Mia Martini; een Italiaanse zangeres - Mia Smelt; een Nederlandse radiopresentatrice - Mia Van Roy; een Vlaamse actrice |